# Eparchie novosibirská
Eparchie Novosibirsk je eparchie ruské pravoslavné církve nacházející se v Rusku.

## Území a titul biskupa
Zahrnuje správní hranice území Kolyvaňského a Novosibirského rajónu Novosibirské oblasti.
Eparchiálnímu biskupovi náleží titul biskup novosibirský a běrdský.

## Historie
Území moderní novosibirské oblast bylo na počátku 20. století součástí tomské eparchie. V únoru 1922 po vytvoření Novo-Nikolajevské gubernie, byl na jejím území vytvořen novo-nikolajevský vikariát tomské eparchie. Biskupem vikariátu se stal Sofronij (Arefjev). Po jeho zatčení roku 1922 se v Novo-Nikolajevsku usadili renovacionisté.
V září 1924 proběhla biskupská chirotonie archimandrity Nikifora (Astaševského) za biskupa novo-nikolajevského, tím vznikla nová eparchie. S příchodem vladyky Nikifora do Novo-Nikolajevsku začal masivní návrat duchovenstva a farností z renovačního schizmatu.
Na přelomu 20. a 30. let 20. století začalo hromadné zavírání a ničení chrámů. Mnoho duchovních bylo zatčeno či zastřeleno.
V letech 1937-1943 byla eparchie neobsazena. Koncem 30. let byly všechny chrámy oblasti uzavřeny, kromě jediného hřbitovního chrámu Zesnutí přesvaté Bohorodice, který se stal na krátkou dobu hlavním chrámem arcibiskupa a pozdějšího metropolity Varfolomeje (Gorodceva). Roku 1944 byl eparchii navrácen sobor Nanebevstoupení Páně. Díky úsilí metropolity Varfolomeje bylo otevřeno mnoho chrámů na území Uralu až po Tichý oceán.
Den 28. prosince 2011 byla rozhodnutím Svatého synodu zřízena z části území eparchie nová eparchie kainská, eparchie karasukská a eparchie iskitimská. Stejného dne byla vytvořena metropole novosibirská, do které byly tyto eparchie včleněny.

## Seznam biskupů

### Novo-Nikolajevský vikariát tomské eparchie
- 1922–1922 Sofronij (Arefjev)

### Samostatná eparchie
- 1924–1935 Nikifor (Astaševskij)
- 1935–1937 Sergij (Vasilkov)
  - 1937–1943 eparchie neobsazena
- 1943–1956 Varfolomej (Gorodcev)
- 1956–1958 Nestor (Anisimov)
- 1958–1961 Donat (Ščjogolev)
- 1961–1963 Leontij (Bondar)
- 1963–1964 Kassian (Jaroslavskij)
- 1964–1972 Pavel (Golyšev)
- 1972–1990 Gedeon (Dokukin)
- 1990–1990 Vadim (Lazebnyj), dočasný administrátor
- 1990–1995 Tichon (Jemeljanov)
- 1995–2000 Sergij (Sokolov)
- 2000–2018 Tichon (Jemeljanov)
- od 2018 Nikodim (Čibisov)